# Ядринське сільське поселення
Я́дринське сільське поселення (рос. Ядринское сельское поселение) — муніципальне утворення у складі Ядринського району Чувашії, Росія. Адміністративний центр — село Ядрино.

## Склад
До складу поселення входять такі населені пункти:
| Населений пункт            | Населення, осіб (2010) |
| -------------------------- | ---------------------- |
| Аптякпось, присілок        | 115                    |
| Вурманкас-Ядрино, присілок | 164                    |
| Ізамбаєво, присілок        | 211                    |
| Леніно, присілок           | 19                     |
| Медякаси, присілок         | 112                    |
| Мурзакаси, присілок        | 138                    |
| Пошнари, село              | 288                    |
| Пролетарій, селище         | 21                     |
| Саваткіно, присілок        | 64                     |
| Сучково, селище            | 5                      |
| Ядрино, село               | 128                    |
| Янимово, село              | 143                    |